# Nenad Đorđević
Nenad Đorđević (auch: Nenad Djordjevic, serbisch-kyrillisch Ненад Ђорђевић; * 1. August 1979 in Paraćin, SFR Jugoslawien) ist ein ehemaliger serbischer Fußballspieler und aktueller -trainer.
Seine Karriere begann beim Fußballclub FK Obilić. Von 2008 bis 2010 spielte er beim serbischen Fußballclub FK Partizan Belgrad. Seine bevorzugte Position ist die Abwehr. 2010 wechselte er zum russischen Erstligisten Krylja Sowetow Samara.
Am 17. April 2002 bestritt er sein erstes Länderspiel für Serbien-Montenegro gegen Litauen, das man damals mit 4:1 gewann. Nenad Đorđević spielte ab der 72. Minute. Das Spiel fand in Smederevo statt. Đorđević bestritt 17 Länderspiele und erzielte ein Tor. Er zählte zum Aufgebot der serbisch-montenegrinischen Nationalmannschaft für die Fußball-Weltmeisterschaft 2006 in Deutschland.